# Чед Сміт
Чед Гейлорд Сміт (англ. Chad Gaylord Smith; нар. 25 жовтня 1961, Сент-Пол, Міннесота) — американський музикант, найбільш відомий як барабанщик гурту Red Hot Chili Peppers. Сміт також є барабанщиком хард-рок гурту Chickenfoot. Сміт також записується з багатьма іншими музикантами, в тому числі Dixie Chicks, Kid Rock та ін. Сміт зайняв 87 місце у списку «100 найкращих барабанщиків усіх часів» за версією журналу Rolling Stone.